# Derby del Merseyside

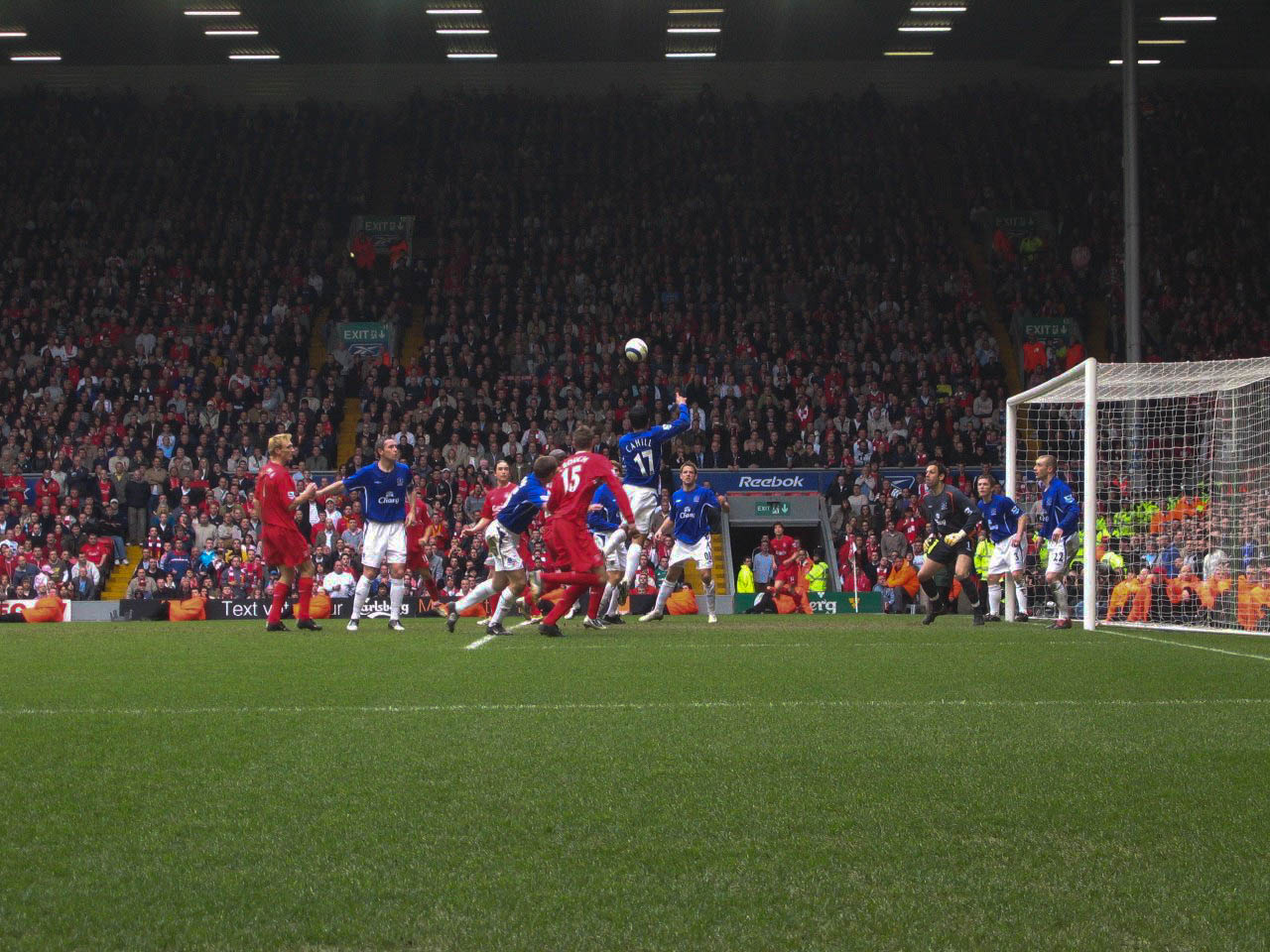
Un frangente di un Merseyside Derby del 2006

Il derby del Merseyside (in inglese Merseyside Derby) è il nome con cui è altrimenti noto il confronto calcistico tra le due più importanti squadre della contea inglese del Merseyside, l'Everton e il Liverpool. È il derby più longevo della massima categoria inglese, è infatti giocato ininterrottamente a questo livello dalla stagione 1962-63.
Il primo derby venne vinto dall'Everton nel 1894 al Goodison Park con il risultato di 3-0. Tuttavia, attualmente è il Liverpool a detenere il maggior numero di successi che, tra gare ufficiali e non, ha trionfato 99 volte su 244 derby disputati.

## Friendly derby
Sono numerose le ragioni del perché il derby del Merseyside venga anche definito friendly derby ("derby amichevole"). La prima motivazione è che i club sono entrambi situati a nord della città e dunque molto vicini l'un l'altro (meno di un miglio circa), con il solo Stanley Park a dividerli. L'Everton inoltre agli albori della sua storia giocava presso l'Anfield, oggi stadio dei rivali, prima che venisse spostato definitivamente al Goodison Park e che il Liverpool lo utilizzasse. Dal 1902 al 1932 inoltre i due club condividevano il programma giornaliero delle partite. Oggi non esistono questioni geografiche, politiche, sociali o religiose a dividere le due tifoserie come in altri derby, anche se in passato alcune di queste avevano spaccato la città. Durante gli anni '50 e gli anni '60, l'Everton era indicato come la fazione cattolica, principalmente per il successo di giocatori irlandesi come Tommy Eglington, Peter Farrell e Jimmy O'Neill, o dell'allenatore Johnny Carey. Questo rese il Liverpool il club di fazione presbiteriana, tale che non vennero acquistati giocatori cattolici irlandesi fino al 1979 quando venne preso Ronnie Whelan. Comunque, la spaccatura religiosa che divideva le due squadre, non assumeva tra i tifosi toni più importanti come invece accadeva a Glasgow, in Scozia, tra i supporter del Celtic e quelli dei Rangers. Entrambi i team infatti avevano fan di ogni luogo e religione, dal presbiteriano nord del Galles, alla protestante Irlanda del Nord, fino alla cattolica Irlanda. Inoltre entrambe le squadre avevano un'origine storica di stampo metodista.
A differenza di altri derby britannici (come quello di Bristol, quelli di Birmingham e Stoke, dove le squadre sono distanti tra loro nella città), a Liverpool la violenza tra le due tifoserie è sempre stata una rarità, anche se successivamente alla tragedia dell'Heysel, le relazioni cominciarono a sfaldarsi, con i tifosi dell'Everton che accusavano i rivali di essere colpevoli per l'esclusione dei club inglesi dalle competizioni europee, questione che stava a cuore dei Toffees dato il momento propizio per le buone prestazioni di quegli anni. Tuttavia lo strappo si ricucì successivamente alla Strage di Hillsborough, che costò la morte di 96 tifosi del Liverpool, quando anche la tifoseria dell'Everton si unì alla ricerca della verità e della giustizia di quel malaugurato evento. Ventitré anni dopo, successivamente al riconoscimento della responsabilità della polizia da parte del primo ministro inglese, David Cameron, durante il match tra Everton e Newcastle, nell'agosto del 2012, in ricordo dei caduti due bambini, con le casacche delle due squadre della città, entrarono al Goodison Park con i numeri 9 e 6 sul retro della maglia e vennero letti tutti i nomi delle vittime, seguiti poi da una standing ovation. Un atto di solidarietà reciproco tra Everton e Liverpool, era già stato realizzato anni prima, nel 2007, quando l'undicenne Rhys Jones, tifoso dei Toffees, morì mentre giocava a calcio per le strade della città con un colpo d'arma da fuoco. Il Liverpool Football Club invitò i genitori della vittima ed il fratello maggiore all'Anfield durante un match di Champions League. Prima dell'inizio del match lo Z-Cars, storico inno dell'Everton, risuonò per la prima volta nello stadio dei Reds.
Liverpool è statisticamente la città calcisticamente più vincente d'Inghilterra, con un totale di 27 campionati nazionali conquistati, inoltre non è mai stata giocata una stagione in massima divisione senza la presenza di almeno una delle due squadre. Entrambi i club hanno una storia gloriosa, con l'Everton che fece parte dei 12 club fondatori della Football Association, inoltre è il club che ha disputato più campionati in massima categoria di tutta l'Inghilterra. Dal suo canto, il Liverpool conta ben 6 Champions League, palmarès che lo rende il club con più titoli europei d'Inghilterra. Dal 1892, tutti gli anni si disputa la Liverpool Senior Cup, che vede le riserve di Liverpool, Everton e Tranmere Rovers contro squadre concittadine di minor prestigio come Prescot Cables, Southport e Marine. L'Everton ha vinto il titolo in 45 occasioni, il Liverpool ne ha 39. Anche le partite tra Everton o Liverpool e Tranmere Rovers, club che ha sede a Birkenhead, sull'altra sponda del fiume Mersey, sono considerati derby del Merseyside, ma il Tranmere non ha mai disputato campionati in massima divisione, rendendo molto sporadico l'incontro tra i team in partite ufficiali. Un altro punto d'unione tra Everton e Liverpool, sono le due rappresentative femminili, entrambi associate alla FA WSL, tuttavia solo le donne dell'Everton sono riuscite a conquistare un titolo.

## Statistiche generali

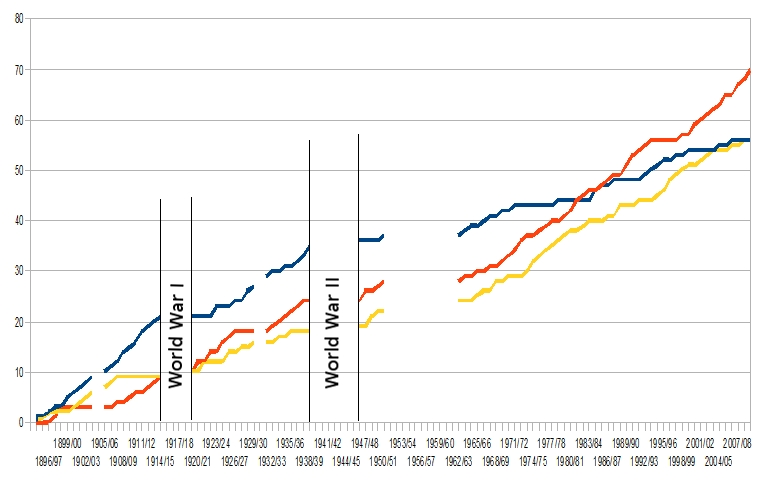
Grafico dello storico dei derby del Merseyside dal 1896 al 2008.
Vittorie dell'Everton in blu, del Liverpool in rosso, i pareggi in giallo.

Le due squadre si affrontarono per la prima volta il 13 ottobre 1894, e la partita si concluse sul punteggio di 3-0 in favore dell'Everton.
Dal 1962 la stracittadina non si è mai svolta in una serie inferiore alla Prima Divisione, fatto questo che la rende la sfida maggiormente ininterrotta del massimo campionato inglese; a tale anno, infatti, risale l'ultima retrocessione di una delle due squadre (il Liverpool) in Second Division; da allora entrambe le società hanno sempre militato in First Division e, dal 1992, in Premier League.
La più larga vittoria dell'Everton è il 5-0 del 9 aprile 1909, mentre quella del Liverpool un 6-0 risalente al 7 settembre 1935. La partita con il maggior numero di gol segnati complessivamente dalle due formazioni si è svolta l'11 febbraio 1933 ed è terminata 7-4 per i Reds.

### Marcatori
Ian Rush del Liverpool, grazie ai suoi 25 gol, è il calciatore con più marcature nella storia del derby del Merseyside. La prima tripletta venne realizzata da Alexander Young, attaccante dell'Everton dei primi del '900, che in quella stessa partita segnò 4 reti. Il più giovane giocatore a segnare nella storia degli scontri tra le due rivali è Danny Cadamarteri, che nell'ottobre 1997 siglò una rete con la casacca dei Toffees a soli 18 anni e 6 giorni.
Nella seguente tabella sono riportati i marcatori che hanno realizzato almeno 4 gol nel derby.
| Giocatore       | Club                | Campionato | FA Cup | League Cup | Charity Shield | Amichevoli | Totale | Periodo                      |
| --------------- | ------------------- | ---------- | ------ | ---------- | -------------- | ---------- | ------ | ---------------------------- |
| Ian Rush        | Liverpool           | 13         | 5      | 1          | 1              | 5          | 25     | 1980–1987, 1988–1996         |
| Dixie Dean      | Everton             | 18         | 1      |            |                |            | 19     | 1925–1937                    |
| Alexander Young | Everton             | 9          | 3      |            |                |            | 12     | 1901–1911                    |
| Steven Gerrard  | Liverpool           | 9          | 1      |            |                |            | 10     | 1998–2015                    |
| Harry Chambers  | Liverpool           | 8          |        |            |                |            | 8      | 1915–1928                    |
| Jimmy Settle    | Everton             | 8          |        |            |                |            | 8      | 1899–1908                    |
| Jack Parkinson  | Liverpool           | 6          | 2      |            |                |            | 8      | 1903–1914                    |
| Peter Beardsley | Liverpool / Everton | 4/1        | 2/0    |            |                |            | 7      | 1987–1991 (L), 1991–1993 (E) |
| Graeme Sharp    | Everton             | 4          | 2      |            |                | 1          | 7      | 1980–1991                    |
| Mohamed Salah   | Liverpool           | 7          |        |            |                |            | 7      | 2017-                        |
| Jack Balmer     | Liverpool           | 6          |        |            |                |            | 6      | 1935–1952                    |
| Robbie Fowler   | Liverpool           | 6          |        |            |                |            | 6      | 1992–2001, 2006–2007         |
| Bobby Parker    | Everton             | 6          |        |            |                |            | 6      | 1913–1922                    |
| Gordon Hodgson  | Liverpool           | 5          | 1      |            |                |            | 6      | 1925–1936                    |
| Tim Cahill      | Everton             | 5          |        |            |                |            | 5      | 2004–2012                    |
| Kenny Dalglish  | Liverpool           | 5          |        |            |                |            | 5      | 1977–1990                    |
| Fred Howe       | Liverpool           | 5          |        |            |                |            | 5      | 1935–1938                    |
| Jack Taylor     | Everton             | 5          |        |            |                |            | 5      | 1896–1910                    |
| Dirk Kuijt      | Liverpool           | 5          |        |            |                |            | 5      | 2006–2012                    |
| Luis Suárez     | Liverpool           | 4          | 1      |            |                |            | 5      | 2011–2014                    |
| Roger Hunt      | Liverpool           | 4          |        |            | 1              |            | 5      | 1958–1969                    |
| Duncan Ferguson | Everton             | 4          |        |            |                |            | 4      | 1994–1998, 2000–2006         |
| Tommy Lawton    | Everton             | 4          |        |            |                |            | 4      | 1936–1939                    |
| Michael Owen    | Liverpool           | 4          |        |            |                |            | 4      | 1997–2004                    |
| Sam Raybould    | Liverpool           | 4          |        |            |                |            | 4      | 1900–1907                    |
| Roy Vernon      | Everton             | 4          |        |            |                |            | 4      | 1960–1965                    |

### Presenze
| Giocatore        | Club      | Presenze | Periodo              | Ruolo          |
| ---------------- | --------- | -------- | -------------------- | -------------- |
| Neville Southall | Everton   | 41       | 1981–1998            | Portiere       |
| Ian Rush         | Liverpool | 36       | 1980–1987, 1988–1996 | Attaccante     |
| Bruce Grobbelaar | Liverpool | 34       | 1980–1994            | Portiere       |
| Alan Hansen      | Liverpool | 33       | 1977–1990            | Difensore      |
| Steven Gerrard   | Liverpool | 33       | 1998–2015            | Centrocampista |

### Reti inviolate
| Giocatore        | Club      | Reti inviolate | Presenze | Periodo              |
| ---------------- | --------- | -------------- | -------- | -------------------- |
| Ray Clemence     | Liverpool | 15             | 27       | 1967–1981            |
| Neville Southall | Everton   | 15             | 41       | 1981–1998            |
| Bruce Grobbelaar | Liverpool | 10             | 33       | 1980–1994            |
| Pepe Reina       | Liverpool | 9              | 18       | 2005-2013            |
| Gordon West      | Everton   | 9              | 20       | 1962–1973            |
| Tommy Lawrence   | Liverpool | 8              | 16       | 1957–1971            |
| Cyril Sidlow     | Liverpool | 6              | 10       | 1946–1952            |
| Billy Scott      | Everton   | 6              | 15       | 1904–1912            |
| Ted Sagar        | Everton   | 6              | 20       | 1929–1953            |
| Tim Howard       | Everton   | 5              | 18       | 2006–2016            |
| Elisha Scott     | Liverpool | 5              | 20       | 1912-1917, 1919–1934 |
| Simon Mignolet   | Liverpool | 4              | 9        | 2013–2019            |
| Dai Davies       | Everton   | 3              | 5        | 1970–1977            |

## Risultati ottenuti
La seguente tabella contiene i dati relativi agli scontri tra i due club ed è aggiornata aggiornata al 2 aprile 2025.
|                    | Totale gare disputate | Vittorie dell'Everton | Pareggi | Vittorie del Liverpool | Reti dell'Everton | Reti del Liverpool |
| Campionato inglese | 212                   | 59                    | 70      | 83                     | 238               | 295                |
| League Cup         | 4                     | 1                     | 1       | 2                      | 1                 | 2                  |
| FA Cup             | 25                    | 7                     | 6       | 12                     | 28                | 40                 |
| Community Shield   | 3                     | 1                     | 1       | 1                      | 2                 | 2                  |
| Totale ufficiale   | 244                   | 68                    | 78      | 98                     | 269               | 339                |
| Amichevoli         | 2                     | 0                     | 0       | 2                      | 2                 | 7                  |
| Totale             | 246                   | 68                    | 78      | 100                    | 271               | 346                |

### Lista dei risultati
La seguente tabella riporta tutti i risultati ottenuti dai due team nelle partite ufficiali di campionato, FA Cup, League Cup, Charity Shield e SuperCup; ed è aggiornata al 14 febbraio 2023.
In rosso le vittorie del Liverpool, in blu quelle dell'Everton, in grigio i pareggi.
| Nº | Data       | Competizione             | Stadio          | Incontro            | Risultato   | Marcatori Liverpool                              | Marcatori Everton                    | Spettatori |
| --- | ---------- | ------------------------ | --------------- | ------------------- | ----------- | ------------------------------------------------ | ------------------------------------ | ---------- |
| 1 | 13/10/1894 | First Division 1894-1895 | Goodison Park   | Everton - Liverpool | 3 - 0       |                                                  | Bell, Latta, McInnes                 | 44,000     |
| 2 | 17/11/1894 | First Division 1894-1895 | Anfield         | Liverpool - Everton | 2 - 2       | Hannah, Ross (rig.)                              | Kelso, Latta                         | 30,000     |
| Nella stagione 1895-96 il Liverpool venne retrocesso in Second Division |            |                          |                 |                     |             |                                                  |                                      |            |
| 3 | 03/10/1896 | First Division 1896-1897 | Goodison Park   | Everton - Liverpool | 2 - 1       | Ross                                             | Hartley, Milward                     | 45,000     |
| 4 | 21/11/1896 | First Division 1896-1897 | Anfield         | Liverpool - Everton | 0 - 0       |                                                  |                                      | 30,000     |
| 5 | 25/09/1897 | First Division 1897-1898 | Anfield         | Liverpool - Everton | 3 - 1       | Cunliffe, McQue, Becton                          | Taylor                               | 30,000     |
| 6 | 16/10/1897 | First Division 1897-1898 | Goodison Park   | Everton - Liverpool | 3 - 0       |                                                  | Williams x2, Bell                    | 40,000     |
| 7 | 24/09/1898 | First Division 1898-1899 | Goodison Park   | Everton - Liverpool | 1 - 2       | McCowie x2 (1 rig.)                              | Proudfoot                            | 45,000     |
| 8 | 21/01/1899 | First Division 1898-1899 | Anfield         | Liverpool - Everton | 2 - 0       | Walker, Robertson                                |                                      | 30,000     |
| 9 | 23/09/1899 | First Division 1899-1900 | Anfield         | Liverpool - Everton | 1 - 2       | Robertson                                        | Settle, Taylor                       | 30,000     |
| 10 | 20/01/1900 | First Division 1899-1900 | Goodison Park   | Everton - Liverpool | 3 - 1       | Raybould                                         | Settle x2, Blythe                    | 30,000     |
| 11 | 22/09/1900 | First Division 1900-1901 | Goodison Park   | Everton - Liverpool | 1 - 1       | Raybould                                         | McDonald                             | 50,000     |
| 12 | 19/01/1901 | First Division 1900-1901 | Anfield         | Liverpool - Everton | 1 - 2       | Cox                                              | Taylor x2                            | 18,000     |
| 13 | 14/09/1901 | First Division 1901-1902 | Anfield         | Liverpool - Everton | 2 - 2       | White, Raybould                                  | Settle, Sharp                        | 30,000     |
| 14 | 11/01/1902 | First Division 1901-1902 | Goodison Park   | Everton - Liverpool | 4 - 0       |                                                  | Settle x2, Bell, Young               | 25,000     |
| 15 | 25/01/1902 | FA Cup 1901-1902         | Anfield         | Liverpool - Everton | 2 - 2       | Robertson, Hunter                                | Sharp, Young                         | 25,000     |
| 16 | 30/01/1902 | FA Cup 1901-1902         | Goodison Park   | Everton - Liverpool | 0 - 2       | Balmer (aut.), Hunter                            |                                      | 20,000     |
| 17 | 27/09/1902 | First Division 1902-1903 | Goodison Park   | Everton - Liverpool | 3 - 1       | Raybould (rig.)                                  | Abbott, Brearley, Young              | 40,000     |
| 18 | 10/04/1903 | First Division 1902-1903 | Anfield         | Liverpool - Everton | 0 - 0       |                                                  |                                      | 28,000     |
| 19 | 10/10/1903 | First Division 1903-1904 | Anfield         | Liverpool - Everton | 2 - 2       | Morris x2                                        | Sheridan x2                          | 30,000     |
| 20 | 01/04/1904 | First Division 1903-1904 | Goodison Park   | Everton - Liverpool | 5 - 2       | Robinson, Cox                                    | Young x4, Wolstenholme               | 40,000     |
| 21 | 04/02/1905 | FA Cup 1904-1905         | Anfield         | Liverpool - Everton | 1 - 1       | Parkinson                                        | Makepeace                            | 28,000     |
| 22 | 08/02/1905 | FA Cup 1904-1905         | Goodison Park   | Everton - Liverpool | 2 - 1       | Goddard                                          | Hardman, McDermott                   | 40,000     |
| Nella stagione 1904–05 il Liverpool venne retrocesso in Second Division |            |                          |                 |                     |             |                                                  |                                      |            |
| 23 | 30/09/1905 | First Division 1905-1906 | Goodison Park   | Everton - Liverpool | 4 - 2       | Hewitt x2                                        | Abbott, Hardman, Settle, Sharp       | 40,000     |
| 24 | 31/03/1906 | FA Cup 1905-1906         | Villa Park      | Everton - Liverpool | 2 - 0       |                                                  | Abbott, Hardman                      | 37,000     |
| 25 | 13/04/1906 | First Division 1905-1906 | Anfield         | Liverpool - Everton | 1 - 1       | West (rig.)                                      | Taylor                               | 33,000     |
| 26 | 29/09/1906 | First Division 1906-1907 | Anfield         | Liverpool - Everton | 1 - 2       | Parkinson                                        | Young x2                             | 40,000     |
| 27 | 29/03/1907 | First Division 1906-1907 | Goodison Park   | Everton - Liverpool | 0 - 0       |                                                  |                                      | 45,000     |
| 28 | 05/10/1907 | First Division 1907-1908 | Goodison Park   | Everton - Liverpool | 2 - 4       | J. Hewitt, Raisbeck, Cox, C. Hewitt              | Makepeace, Settle                    | 40,000     |
| 29 | 17/04/1908 | First Division 1907-1908 | Anfield         | Liverpool - Everton | 0 - 0       |                                                  |                                      | 35,000     |
| 30 | 03/10/1908 | First Division 1908-1909 | Anfield         | Liverpool - Everton | 0 - 1       |                                                  | Barlow                               | 40,000     |
| 31 | 09/04/1909 | First Division 1908-1909 | Goodison Park   | Everton - Liverpool | 5 - 0       |                                                  | Freeman x2, Coleman, Turner, White   | 45,000     |
| 32 | 02/10/1909 | First Division 1909-1910 | Goodison Park   | Everton - Liverpool | 2 - 3       | Goddard, Stewart, Parkinson                      | Coleman, Freeman                     | 45,000     |
| 33 | 12/02/1910 | First Division 1909-1910 | Anfield         | Liverpool - Everton | 0 - 1       |                                                  | Freeman                              | 40,000     |
| 34 | 01/10/1910 | First Division 1910-1911 | Anfield         | Liverpool - Everton | 0 - 2       |                                                  | Makepeace, Young                     | 40,000     |
| 35 | 27/12/1910 | First Division 1910-1911 | Goodison Park   | Everton - Liverpool | 0 - 1       | Parkinson                                        |                                      | 51,000     |
| 36 | 04/02/1911 | FA Cup 1910-1911         | Goodison Park   | Everton - Liverpool | 2 - 1       | Parkinson                                        | Young x2                             | 50,000     |
| 37 | 16/09/1911 | First Division 1911-1912 | Goodison Park   | Everton - Liverpool | 2 - 1       | Parkinson                                        | Beare, Gourlay                       | 40,000     |
| 38 | 20/01/1912 | First Division 1911-1912 | Anfield         | Liverpool - Everton | 1 - 3       | Gilligan                                         | Beare, Browell, Jefferis             | 35,000     |
| 39 | 05/10/1912 | First Division 1912-1913 | Anfield         | Liverpool - Everton | 0 - 2       |                                                  | Browell, Gault                       | 46,000     |
| 40 | 08/02/1913 | First Division 1912-1913 | Goodison Park   | Everton - Liverpool | 0 - 2       | Parkinson x2                                     |                                      | 40,000     |
| 41 | 20/09/1913 | First Division 1913-1914 | Goodison Park   | Everton - Liverpool | 1 - 2       | Lacey x2                                         | Wareing                              | 40,000     |
| 42 | 17/01/1914 | First Division 1913-1914 | Anfield         | Liverpool - Everton | 1 - 2       | Metcalf                                          | Parker x2                            | 35,000     |
| 43 | 03/10/1914 | First Division 1914-1915 | Anfield         | Liverpool - Everton | 0 - 5       |                                                  | Parker x3, Clennell x2               | 32,000     |
| 44 | 06/02/1915 | First Division 1914-1915 | Goodison Park   | Everton - Liverpool | 1 - 3       | Sheldon, Nicholl, Pagnam                         | Clennell                             | 30,000     |
| Campionati di calcio interrotti tra il 1915 ed il 1919 a causa della prima guerra mondiale |            |                          |                 |                     |             |                                                  |                                      |            |
| 45 | 20/12/1919 | First Division 1919-1920 | Anfield         | Liverpool - Everton | 0 - 0       |                                                  |                                      | 40,000     |
| 46 | 27/12/1919 | First Division 1919-1920 | Goodison Park   | Everton - Liverpool | 1 - 3       | Lewis, Miller x2                                 | Parker                               | 49,662     |
| 47 | 23/10/1920 | First Division 1920-1921 | Anfield         | Liverpool - Everton | 1 - 0       | Forshaw                                          |                                      | 50,000     |
| 48 | 30/10/1920 | First Division 1920-1921 | Goodison Park   | Everton - Liverpool | 0 - 3       | Johnson, Chambers x2                             |                                      | 55,000     |
| 49 | 05/11/1921 | First Division 1921-1922 | Goodison Park   | Everton - Liverpool | 1 - 1       | Shone                                            | Brewster                             | 52,000     |
| 50 | 12/11/1921 | First Division 1921-1922 | Anfield         | Liverpool - Everton | 1 - 1       | Forshaw                                          | Chedgzoy                             | 50,000     |
| 51 | 07/10/1922 | First Division 1922-1923 | Anfield         | Liverpool - Everton | 5 - 1       | Chambers x3, McNab, Bromilow                     | Williams                             | 54,000     |
| 52 | 14/10/1922 | First Division 1922-1923 | Goodison Park   | Everton - Liverpool | 0 - 1       | Johnson                                          |                                      | 52,000     |
| 53 | 06/10/1923 | First Division 1923-1924 | Goodison Park   | Everton - Liverpool | 1 - 0       |                                                  | Chadwick                             | 51,000     |
| 54 | 13/10/1923 | First Division 1923-1924 | Anfield         | Liverpool - Everton | 1 - 2       | Walsh                                            | Cock, Chedgzoy                       | 50,000     |
| 55 | 24/10/1924 | First Division 1924-1925 | Goodison Park   | Everton - Liverpool | 0 - 1       | Rawlings                                         |                                      | 53,000     |
| 56 | 07/02/1925 | First Division 1924-1925 | Anfield         | Liverpool - Everton | 3 - 1       | Shone, Hopkin, Chambers                          | Chadwick                             | 56,000     |
| 57 | 26/09/1925 | First Division 1925-1926 | Anfield         | Liverpool - Everton | 5 - 1       | Forshaw x3, Walsh, Chambers                      | Kennedy                              | 49,426     |
| 58 | 06/02/1926 | First Division 1925-1926 | Goodison Park   | Everton - Liverpool | 3 - 3       | Oxley, Forshaw x2                                | Chedgzoy, Dean, Irvine               | 45,793     |
| 59 | 25/09/1926 | First Division 1926-1927 | Goodison Park   | Everton - Liverpool | 1 - 0       |                                                  | O'Donnell                            | 43,973     |
| 60 | 12/02/1927 | First Division 1926-1927 | Anfield         | Liverpool - Everton | 1 - 0       | Chambers                                         |                                      | 52,840     |
| 61 | 15/10/1927 | First Division 1927-1928 | Goodison Park   | Everton - Liverpool | 1 - 1       | Edmed                                            | Troup                                | 65,729     |
| 62 | 25/02/1928 | First Division 1927-1928 | Anfield         | Liverpool - Everton | 3 - 3       | Hopkin, Bromilow, Hodgson                        | Dean x3                              | 55,361     |
| 63 | 29/09/1928 | First Division 1928-1929 | Goodison Park   | Everton - Liverpool | 1 - 0       |                                                  | Troup                                | 55,415     |
| 64 | 09/02/1929 | First Division 1928-1929 | Anfield         | Liverpool - Everton | 1 - 2       | Race                                             | Griffiths, White                     | 45,095     |
| 65 | 07/09/1929 | First Division 1929-1930 | Anfield         | Liverpool - Everton | 0 - 3       |                                                  | Dean x2, Martin                      | 44,891     |
| 66 | 04/01/1930 | First Division 1929-1930 | Goodison Park   | Everton - Liverpool | 3 - 3       | Edmed, McPherson, McDougall                      | Dean x2, Critchley                   | 52,600     |
| Nella stagione 1930-31 l'Everton era in Second Division |            |                          |                 |                     |             |                                                  |                                      |            |
| 67 | 19/09/1931 | First Division 1931-1932 | Anfield         | Liverpool - Everton | 1 - 3       | Wright                                           | Dean x3                              | 53,220     |
| 68 | 09/01/1932 | FA Cup 1931-1932         | Goodison Park   | Everton - Liverpool | 1 - 2       | Gunson, Hodgson                                  | Dean                                 | 57,090     |
| 69 | 30/01/1932 | First Division 1931-1932 | Goodison Park   | Everton - Liverpool | 2 - 1       | Wright                                           | Critchley, White                     | 46,537     |
| 70 | 30/10/1932 | First Division 1932-1933 | Goodison Park   | Everton - Liverpool | 1 - 3       | Gunson                                           | Dean x2, Critchley                   | 44,214     |
| 71 | 11/02/1933 | First Division 1932-1933 | Anfield         | Liverpool - Everton | 7 - 4       | Barton x3, Hanson, Morrison, Taylor, Roberts     | Dean x2, Johnson, Stein              | 41,469     |
| 72 | 30/09/1933 | First Division 1933-1934 | Anfield         | Liverpool - Everton | 3 - 2       | Nieuwenhuys, Hanson, English                     | Johnson, White                       | 53,698     |
| 73 | 10/02/1934 | First Division 1933-1934 | Goodison Park   | Everton - Liverpool | 0 - 0       |                                                  |                                      | 52,088     |
| 74 | 15/09/1934 | First Division 1934-1935 | Goodison Park   | Everton - Liverpool | 1 - 0       |                                                  | Dean                                 | 43,001     |
| 75 | 20/03/1935 | First Division 1934-1935 | Anfield         | Liverpool - Everton | 2 - 1       | Hodgson x2 (1 rig.)                              | Dean                                 | 31,965     |
| 76 | 07/09/1935 | First Division 1935-1936 | Anfield         | Liverpool - Everton | 6 - 0       | Howe x4, Hodgson x2                              |                                      | 46,082     |
| 77 | 04/01/1936 | First Division 1935-1936 | Goodison Park   | Everton - Liverpool | 0 - 0       |                                                  |                                      | 52,282     |
| 78 | 19/09/1936 | First Division 1936-1937 | Goodison Park   | Everton - Liverpool | 2 - 0       |                                                  | Dean, Stevenson                      | 55,835     |
| 79 | 23/01/1937 | First Division 1936-1937 | Anfield         | Liverpool - Everton | 3 - 1       | Howe, Taylor, Balmer                             | Stevenson                            | 37,055     |
| 80 | 02/10/1937 | First Division 1937-1938 | Anfield         | Liverpool - Everton | 1 - 2       | Nieuwenhuys                                      | Lawton, Trentham                     | 43,904     |
| 81 | 16/02/1938 | First Division 1937-1938 | Goodison Park   | Everton - Liverpool | 1 - 3       | Balmer, Shafto x2                                | Lawton                               | 33,465     |
| 82 | 01/10/1938 | First Division 1938-1939 | Goodison Park   | Everton - Liverpool | 2 - 1       | Fagan (rig.)                                     | Bentham, Boyes                       | 64,977     |
| 83 | 04/02/1939 | First Division 1938-1939 | Anfield         | Liverpool - Everton | 0 - 3       |                                                  | Lawton x2, Bentham                   | 55,994     |
| Interruzione dei campionati di calcio tra il 1939 ed il 1946 a causa della seconda guerra mondiale |            |                          |                 |                     |             |                                                  |                                      |            |
| 84 | 21/09/1946 | First Division 1946-1947 | Anfield         | Liverpool - Everton | 0 - 0       |                                                  |                                      | 48,875     |
| 85 | 29/01/1947 | First Division 1946-1947 | Goodison Park   | Everton - Liverpool | 1 - 0       |                                                  | Wainwright                           | 50,612     |
| 86 | 27/09/1947 | First Division 1947-1948 | Goodison Park   | Everton - Liverpool | 3 - 0       | Balmer, Stubbins, Fagan                          |                                      | 66,776     |
| 87 | 21/04/1948 | First Division 1947-1948 | Anfield         | Liverpool - Everton | 0 - 4       | Stubbins, Liddell, Brierley, Balmer              |                                      | 55,305     |
| 88 | 18/09/1948 | First Division 1948-1949 | Goodison Park   | Everton - Liverpool | 1 - 1       | Fagan                                            | Dodds                                | 78,299     |
| 89 | 05/02/1949 | First Division 1948-1949 | Anfield         | Liverpool - Everton | 0 - 0       |                                                  |                                      | 50,132     |
| 90 | 27/08/1949 | First Division 1949-1950 | Goodison Park   | Everton - Liverpool | 0 - 0       |                                                  |                                      | 70,812     |
| 91 | 24/12/1949 | First Division 1949-1950 | Anfield         | Liverpool - Everton | 3 - 1       | Baron x2, Fagan                                  | Farrell                              | 50,485     |
| 92 | 25/03/1950 | FA Cup 1949-1950         | Maine Road      | Liverpool - Everton | 2 - 0       | Paisley, Liddell                                 |                                      | 72,000     |
| 93 | 16/09/1950 | First Division 1950-1951 | Goodison Park   | Everton - Liverpool | 1 - 3       | Stubbins, Balmer x2                              | Eglington                            | 71,150     |
| 94 | 20/01/1951 | First Division 1950-1951 | Anfield         | Liverpool - Everton | 0 - 2       |                                                  | McIntosh x2                          | 48,688     |
| 95 | 29/01/1955 | FA Cup 1954-1955         | Goodison Park   | Everton - Liverpool | 0 - 4       | Liddell, A'Court, Evans x2                       |                                      | 72,000     |
| Dal 1951 al 1962 non ci sono stati derby. L'Everton venne retrocesso nel 1951 e rimase in Second Division per tre stagioni. Tornato nel massimo campionato nel 1953–54 fu la volta del Liverpool che scese di categoria proprio in quella stessa stagione, dove rimase per 8 annate. |            |                          |                 |                     |             |                                                  |                                      |            |
| 96 | 22/09/1962 | First Division 1962-1963 | Goodison Park   | Everton - Liverpool | 2 - 2       | Lewis, Hunt                                      | Morrissey, Vernon                    | 72,488     |
| 97 | 08/04/1963 | First Division 1962-1963 | Anfield         | Liverpool - Everton | 0 - 0       |                                                  |                                      | 56,060     |
| 98 | 28/09/1963 | First Division 1963-1964 | Anfield         | Liverpool - Everton | 2 - 1       | Callaghan x2                                     | Vernon                               | 51,976     |
| 99 | 08/02/1964 | First Division 1963-1964 | Goodison Park   | Everton - Liverpool | 3 - 1       | St. John                                         | Vernon x2, Gabriel                   | 66,515     |
| 100 | 19/09/1964 | First Division 1964-1965 | Anfield         | Liverpool - Everton | 0 - 4       |                                                  | Harvey, Morrissey, Pickering, Temple | 52,619     |
| 101 | 12/04/1965 | First Division 1964-1965 | Goodison Park   | Everton - Liverpool | 2 - 1       | Stevenson (rig.)                                 | Morrissey, Temple                    | 65,402     |
| 102 | 25/09/1965 | First Division 1965-1966 | Anfield         | Liverpool - Everton | 5 - 0       | Smith, Hunt x2, Stevenson, St. John              |                                      | 53,557     |
| 103 | 19/03/1966 | First Division 1965-1966 | Goodison Park   | Everton - Liverpool | 0 - 0       |                                                  |                                      | 62,337     |
| 104 | 13/08/1966 | FA Charity Shield 1966   | Goodison Park   | Everton - Liverpool | 0 - 1       | Hunt                                             |                                      | 63,329     |
| 105 | 27/08/1966 | First Division 1966-1967 | Goodison Park   | Everton - Liverpool | 3 - 1       | Smith                                            | Ball x2, Brown                       | 64,318     |
| 106 | 31/12/1966 | First Division 1966-1967 | Anfield         | Liverpool - Everton | 0 - 0       |                                                  |                                      | 53,744     |
| 107 | 11/03/1967 | FA Cup 1966-1967         | Goodison Park   | Everton - Liverpool | 1 - 0       |                                                  | Ball                                 | 64,851     |
| 108 | 23/09/1967 | First Division 1967-1968 | Anfield         | Liverpool - Everton | 1 - 0       | Hunt                                             |                                      | 54,189     |
| 109 | 03/02/1968 | First Division 1967-1968 | Goodison Park   | Everton - Liverpool | 1 - 0       |                                                  | Kendall                              | 64,482     |
| 110 | 27/08/1968 | First Division 1968-1969 | Goodison Park   | Everton - Liverpool | 0 - 0       |                                                  |                                      | 63,938     |
| 111 | 08/10/1968 | First Division 1968-1969 | Anfield         | Liverpool - Everton | 1 - 1       | Smith                                            | Ball                                 | 54,496     |
| 112 | 06/12/1969 | First Division 1969-1970 | Goodison Park   | Everton - Liverpool | 0 - 3       | Hughes, Brown (aut.), Graham                     |                                      | 57,370     |
| 113 | 21/03/1970 | First Division 1969-1970 | Anfield         | Liverpool - Everton | 0 - 2       |                                                  | Royle, Whittle                       | 54,496     |
| 114 | 21/11/1970 | First Division 1970-1971 | Anfield         | Liverpool - Everton | 3 - 2       | Heighway, Toshack, Lawler                        | Royle, Whittle                       | 53,777     |
| 115 | 20/02/1971 | First Division 1970-1971 | Goodison Park   | Everton - Liverpool | 0 - 0       |                                                  |                                      | 56,846     |
| 116 | 27/03/1971 | FA Cup 1970-1971         | Old Trafford    | Liverpool - Everton | 2 - 1       | Evans, Hall                                      | Ball                                 | 62,144     |
| 117 | 13/11/1971 | First Division 1971-1972 | Goodison Park   | Everton - Liverpool | 1 - 0       |                                                  | Johnson                              | 56,293     |
| 118 | 04/03/1972 | First Division 1971-1972 | Anfield         | Liverpool - Everton | 4 - 0       | Wright (aut.), McLaughlin (aut.), Lawler, Hughes |                                      | 53,922     |
| 119 | 07/10/1972 | First Division 1972-1973 | Anfield         | Liverpool - Everton | 1 - 0       | Cormack                                          |                                      | 55,975     |
| 120 | 03/03/1973 | First Division 1972-1973 | Goodison Park   | Everton - Liverpool | 0 - 2       | Hughes x2                                        |                                      | 54,856     |
| 121 | 08/12/1973 | First Division 1973-1974 | Goodison Park   | Everton - Liverpool | 0 - 1       | Waddle                                           |                                      | 56,098     |
| 122 | 20/04/1974 | First Division 1973-1974 | Anfield         | Liverpool - Everton | 0 - 0       |                                                  |                                      | 55,848     |
| 123 | 16/11/1974 | First Division 1974-1975 | Goodison Park   | Everton - Liverpool | 0 - 0       |                                                  |                                      | 57,190     |
| 124 | 22/02/1975 | First Division 1974-1975 | Anfield         | Liverpool - Everton | 0 - 0       |                                                  |                                      | 55,853     |
| 125 | 27/09/1975 | First Division 1975-1976 | Goodison Park   | Everton - Liverpool | 0 - 0       |                                                  |                                      | 55,769     |
| 126 | 03/04/1976 | First Division 1975-1976 | Anfield         | Liverpool - Everton | 1 - 0       | Fairclough                                       |                                      | 54,632     |
| 127 | 16/10/1976 | First Division 1976-1977 | Anfield         | Liverpool - Everton | 3 - 1       | Heighway, Neal (rig.), Toshack                   | Dobson                               | 55,141     |
| 128 | 22/03/1977 | First Division 1976-1977 | Goodison Park   | Everton - Liverpool | 0 - 0       |                                                  |                                      | 56,562     |
| 129 | 23/04/1977 | FA Cup 1976-1977         | Maine Road      | Everton - Liverpool | 2 - 2       | McDermott, Case                                  | Rioch, McKenzie                      | 56,637     |
| 130 | 27/04/1977 | FA Cup 1976-1977         | Maine Road      | Liverpool - Everton | 3 - 0       | Neal (rig.), Case, Kennedy                       |                                      | 56,579     |
| 131 | 22/10/1977 | First Division 1977-1978 | Anfield         | Liverpool - Everton | 0 - 0       |                                                  |                                      | 51,668     |
| 132 | 05/04/1978 | First Division 1977-1978 | Goodison Park   | Everton - Liverpool | 0 - 1       | Johnson                                          |                                      | 52,759     |
| 133 | 28/10/1978 | First Division 1978-1979 | Goodison Park   | Everton - Liverpool | 1 - 0       |                                                  | King                                 | 53,141     |
| 134 | 13/03/1979 | First Division 1978-1979 | Anfield         | Liverpool - Everton | 1 - 1       | Dalglish                                         | King                                 | 52,352     |
| 135 | 20/10/1979 | First Division 1979-1980 | Anfield         | Liverpool - Everton | 2 - 2       | Lyons (aut.), R. Kennedy                         | Kidd, King                           | 52,201     |
| 136 | 01/03/1980 | First Division 1979-1980 | Goodison Park   | Everton - Liverpool | 1 - 2       | Johnson, Neal (rig.)                             | Eastoe                               | 53,018     |
| 137 | 18/10/1980 | First Division 1980-1981 | Goodison Park   | Everton - Liverpool | 2 - 2       | Lee, Dalglish                                    | Hartford, McBride                    | 52,565     |
| 138 | 24/01/1981 | FA Cup 1980-1981         | Goodison Park   | Everton - Liverpool | 2 - 1       | Case                                             | Eastoe, Varadi                       | 53,804     |
| 139 | 21/03/1981 | First Division 1980-1981 | Anfield         | Liverpool - Everton | 1 - 0       | Bailey (aut.)                                    |                                      | 49,743     |
| 140 | 07/11/1981 | First Division 1981-1982 | Anfield         | Liverpool - Everton | 3 - 1       | Dalglish x2, Rush                                | Ferguson                             | 48,861     |
| 141 | 27/03/1982 | First Division 1981-1982 | Goodison Park   | Everton - Liverpool | 1 - 3       | Whelan, Souness, Johnston                        | Sharp                                | 51,847     |
| 142 | 06/11/1982 | First Division 1982-1983 | Goodison Park   | Everton - Liverpool | 0 - 5       | Rush x4, Lawrenson                               |                                      | 52,741     |
| 143 | 19/03/1983 | First Division 1982-1983 | Anfield         | Liverpool - Everton | 0 - 0       |                                                  |                                      | 44,737     |
| 144 | 06/11/1983 | First Division 1983-1984 | Anfield         | Liverpool - Everton | 3 - 0       | Rush, Robinson, Nicol                            |                                      | 40,875     |
| 145 | 03/03/1984 | First Division 1983-1984 | Goodison Park   | Everton - Liverpool | 1 - 1       | Rush                                             | Harper                               | 51,245     |
| 146 | 25/03/1984 | League Cup 1983-1984     | Wembley         | Liverpool - Everton | 0 - 0       |                                                  |                                      | 100,000    |
| 147 | 28/03/1984 | League Cup 1983-1984     | Maine Road      | Liverpool - Everton | 1 - 0       | Souness                                          |                                      | 52,089     |
| 148 | 18/08/1984 | FA Charity Shield 1984   | Wembley         | Everton - Liverpool | 1 - 0       |                                                  | Grobbelaar (aut.)                    | 100,000    |
| 149 | 20/10/1984 | First Division 1984-1985 | Anfield         | Liverpool - Everton | 0 - 1       |                                                  | Sharp                                | 45,545     |
| 150 | 23/05/1985 | First Division 1984-1985 | Goodison Park   | Everton - Liverpool | 1 - 0       |                                                  | Wilkinson                            | 51,045     |
| 151 | 21/09/1985 | First Division 1985-1986 | Goodison Park   | Everton - Liverpool | 2 - 3       | Dalglish, Rush, McMahon                          | Sharp, Lineker                       | 51,509     |
| 152 | 22/02/1986 | First Division 1985-1986 | Anfield         | Liverpool - Everton | 0 - 2       |                                                  | Ratcliffe, Lineker                   | 45,445     |
| 153 | 10/05/1986 | FA Cup 1985-1986         | Wembley         | Liverpool - Everton | 3 - 1       | Rush x2, Johnston                                | Lineker                              | 98,000     |
| 154 | 16/08/1986 | FA Charity Shield 1986   | Wembley         | Liverpool - Everton | 1 - 1       | Rush                                             | Heath                                | 88,231     |
| 155 | 16/09/1986 | Supercoppa Inglese       | Anfield         | Liverpool - Everton | 3 - 1       | Rush x2, McMahon                                 | Sheedy                               | 20,660     |
| 156 | 30/09/1986 | Supercoppa Inglese       | Goodison Park   | Everton - Liverpool | 1 - 4       | Rush x3, Nicol                                   | Sharp (rig.)                         | 26,068     |
| 157 | 23/11/1986 | First Division 1986-1987 | Goodison Park   | Everton - Liverpool | 0 - 0       |                                                  |                                      | 48,247     |
| 158 | 21/01/1987 | League Cup 1986-1987     | Goodison Park   | Everton - Liverpool | 0 - 1       | Rush                                             |                                      | 53,323     |
| 159 | 25/04/1987 | First Division 1986-1987 | Anfield         | Liverpool - Everton | 3 - 1       | McMahon, Rush x2                                 | Sheedy                               | 44,827     |
| 160 | 28/10/1987 | League Cup 1987-1988     | Anfield         | Liverpool - Everton | 0 - 1       |                                                  | Stevens                              | 44,071     |
| 161 | 01/11/1987 | First Division 1987-1988 | Anfield         | Liverpool - Everton | 2 - 0       | McMahon, Beardsley                               |                                      | 44,760     |
| 162 | 21/02/1988 | FA Cup 1987-1988         | Goodison Park   | Everton - Liverpool | 0 - 1       | Houghton                                         |                                      | 48,270     |
| 163 | 20/03/1988 | First Division 1987-1988 | Goodison Park   | Everton - Liverpool | 1 - 0       |                                                  | Clarke                               | 44,162     |
| 164 | 11/12/1988 | First Division 1988-1989 | Anfield         | Liverpool - Everton | 1 - 1       | Houghton                                         | Clarke (rig.)                        | 42,372     |
| 165 | 03/05/1989 | First Division 1988-1989 | Goodison Park   | Everton - Liverpool | 0 - 0       |                                                  |                                      | 45,994     |
| 166 | 20/05/1989 | FA Cup 1988-1989         | Wembley         | Liverpool - Everton | 3 - 2 (dts) | Aldridge, Rush x2                                | McCall x2                            | 82,800     |
| 167 | 23/09/1989 | First Division 1989-1990 | Goodison Park   | Everton - Liverpool | 1 - 3       | Barnes, Rush x2                                  | Newell                               | 42,453     |
| 168 | 03/02/1990 | First Division 1989-1990 | Anfield         | Liverpool - Everton | 2 - 1       | Barnes, Beardsley (rig.)                         | Sharp                                | 38,730     |
| 169 | 22/09/1990 | First Division 1990-1991 | Goodison Park   | Everton - Liverpool | 2 - 3       | Beardsley x2, Barnes (rig.)                      | Hinchcliffe, McCall                  | 39,847     |
| 170 | 09/02/1991 | First Division 1990-1991 | Anfield         | Liverpool - Everton | 3 - 1       | Mølby, Speedie x2                                | Nevin                                | 38,127     |
| 171 | 17/02/1991 | FA Cup 1990-1991         | Anfield         | Liverpool - Everton | 0 - 0       |                                                  |                                      | 38,323     |
| 172 | 20/02/1991 | FA Cup 1990-1991         | Goodison Park   | Everton - Liverpool | 4 - 4 (dts) | Beardsley x2, Rush, Barnes                       | Cottee x2, Sharp x3                  | 37,766     |
| 173 | 27/02/1991 | FA Cup 1990-1991         | Goodison Park   | Everton - Liverpool | 1 - 0       |                                                  | Watson                               | 40,201     |
| 174 | 31/08/1991 | First Division 1991-1992 | Anfield         | Liverpool - Everton | 3 - 1       | Burrows, Saunders, Houghton                      | Newell                               | 39,072     |
| 175 | 28/12/1991 | First Division 1991-1992 | Goodison Park   | Everton - Liverpool | 1 - 1       | Tanner                                           | Johnston                             | 37,681     |
| 176 | 07/12/1992 | Premier League 1992-1993 | Goodison Park   | Everton - Liverpool | 2 - 1       | Wright                                           | Johnston, Beardsley                  | 35,826     |
| 177 | 20/03/1993 | Premier League 1992-1993 | Anfield         | Liverpool - Everton | 1 - 0       | Rosenthal                                        |                                      | 44,619     |
| 178 | 18/09/1993 | Premier League 1993-1994 | Goodison Park   | Everton - Liverpool | 2 - 0       |                                                  | Cottee, Ward                         | 38,157     |
| 179 | 14/03/1994 | Premier League 1993-1994 | Anfield         | Liverpool - Everton | 2 - 1       | Fowler, Rush                                     | Watson                               | 44,281     |
| 180 | 21/11/1994 | Premier League 1994-1995 | Goodison Park   | Everton - Liverpool | 2 - 0       |                                                  | Ferguson, Rideout                    | 39,866     |
| 181 | 24/01/1995 | Premier League 1994-1995 | Anfield         | Liverpool - Everton | 0 - 0       |                                                  |                                      | 39,505     |
| 182 | 18/11/1995 | Premier League 1995-1996 | Anfield         | Liverpool - Everton | 1 - 2       | Fowler                                           | Kančel'skis x2                       | 40,818     |
| 183 | 16/04/1996 | Premier League 1995-1996 | Goodison Park   | Everton - Liverpool | 1 - 1       | Fowler                                           | Kančel'skis                          | 40,120     |
| 184 | 20/11/1996 | Premier League 1996-1997 | Anfield         | Liverpool - Everton | 1 - 1       | Fowler                                           | Speed                                | 40,751     |
| 185 | 16/04/1997 | Premier League 1996-1997 | Goodison Park   | Everton - Liverpool | 1 - 1       | Redknapp                                         | Ferguson                             | 40,177     |
| 186 | 18/10/1997 | Premier League 1997-1998 | Goodison Park   | Everton - Liverpool | 2 - 0       |                                                  | Ruddock (aut.), Cadamarteri          | 40,112     |
| 187 | 23/02/1998 | Premier League 1997-1998 | Anfield         | Liverpool - Everton | 1 - 1       | Ince                                             | Ferguson                             | 44,501     |
| 188 | 17/10/1998 | Premier League 1998-1999 | Goodison Park   | Everton - Liverpool | 0 - 0       |                                                  |                                      | 40,185     |
| 189 | 03/04/1999 | Premier League 1998-1999 | Anfield         | Liverpool - Everton | 3 - 2       | Fowler x2, Berger                                | Dacourt, Jeffers                     | 44,852     |
| 190 | 27/09/1999 | Premier League 1999-2000 | Anfield         | Liverpool - Everton | 0 - 1       |                                                  | Campbell                             | 44,802     |
| 191 | 21/04/2000 | Premier League 1999-2000 | Goodison Park   | Everton - Liverpool | 0 - 0       |                                                  |                                      | 40,052     |
| 192 | 29/10/2000 | Premier League 2000-2001 | Anfield         | Liverpool - Everton | 3 - 1       | Barmby, Heskey, Berger                           | Campbell                             | 44,718     |
| 193 | 16/04/2001 | Premier League 2000-2001 | Goodison Park   | Everton - Liverpool | 2 - 3       | Heskey, Babbel, McAllister                       | Ferguson, Unsworth                   | 40,260     |
| 194 | 15/09/2001 | Premier League 2001-2002 | Goodison Park   | Everton - Liverpool | 1 - 3       | Gerrard, Owen, Riise                             | Campbell                             | 39,554     |
| 195 | 23/02/2002 | Premier League 2001-2002 | Anfield         | Liverpool - Everton | 1 - 1       | Anelka                                           | Radzinski                            | 44,371     |
| 196 | 22/12/2002 | Premier League 2002-2003 | Anfield         | Liverpool - Everton | 0 - 0       |                                                  |                                      | 44,025     |
| 197 | 19/04/2003 | Premier League 2002-2003 | Goodison Park   | Everton - Liverpool | 1 - 2       | Owen, Murphy                                     | Unsworth                             | 40,162     |
| 198 | 30/08/2003 | Premier League 2003-2004 | Goodison Park   | Everton - Liverpool | 0 - 3       | Owen x2, Kewell                                  |                                      | 40,200     |
| 199 | 31/01/2004 | Premier League 2003-2004 | Anfield         | Liverpool - Everton | 0 - 0       |                                                  |                                      | 44,056     |
| 200 | 11/12/2004 | Premier League 2004-2005 | Goodison Park   | Everton - Liverpool | 1 - 0       |                                                  | Carsley                              | 40,552     |
| 201 | 20/03/2005 | Premier League 2004-2005 | Anfield         | Liverpool - Everton | 2 - 1       | Gerrard, Luis García                             | Cahill                               | 44,224     |
| 202 | 28/12/2005 | Premier League 2005-2006 | Goodison Park   | Everton - Liverpool | 1 - 3       | Crouch, Gerrard, Cissé                           | Beattie                              | 40,158     |
| 203 | 25/03/2006 | Premier League 2005-2006 | Anfield         | Liverpool - Everton | 3 - 1       | Neville (aut.), Luis García, Kewell              | Cahill                               | 44,923     |
| 204 | 09/09/2006 | Premier League 2006-2007 | Goodison Park   | Everton - Liverpool | 3 - 0       |                                                  | Cahill, Johnson x2                   | 40,004     |
| 205 | 03/02/2007 | Premier League 2006-2007 | Anfield         | Liverpool - Everton | 0 - 0       |                                                  |                                      | 44,234     |
| 206 | 20/10/2007 | Premier League 2007-2008 | Goodison Park   | Everton - Liverpool | 1 - 2       | Kuijt x2 (2 rig.)                                | Hyypiä (aut.)                        | 40,049     |
| 207 | 30/03/2008 | Premier League 2007-2008 | Anfield         | Liverpool - Everton | 1 - 0       | Torres                                           |                                      | 44,295     |
| 208 | 27/09/2008 | Premier League 2008-2009 | Goodison Park   | Everton - Liverpool | 0 - 2       | Torres x2                                        |                                      | 39,574     |
| 209 | 19/01/2009 | Premier League 2008-2009 | Anfield         | Liverpool - Everton | 1 - 1       | Gerrard                                          | Cahill                               | 44,382     |
| 210 | 25/01/2009 | FA Cup 2008-2009         | Anfield         | Liverpool - Everton | 1 - 1       | Gerrard                                          | Lescott                              | 43,524     |
| 211 | 04/02/2009 | FA Cup 2008-2009         | Goodison Park   | Everton - Liverpool | 1 - 0 (dts) |                                                  | Gosling                              | 37,918     |
| 212 | 29/11/2009 | Premier League 2009-2010 | Goodison Park   | Everton - Liverpool | 0 - 2       | Yobo (aut.), Kuijt                               |                                      | 39,652     |
| 213 | 06/02/2010 | Premier League 2009-2010 | Anfield         | Liverpool - Everton | 1 - 0       | Kuijt                                            |                                      | 44,316     |
| 214 | 17/10/2010 | Premier League 2010-2011 | Goodison Park   | Everton - Liverpool | 2 - 0       |                                                  | Cahill, Arteta                       | 39,673     |
| 215 | 16/01/2011 | Premier League 2010-2011 | Anfield         | Liverpool - Everton | 2 - 2       | Meireles, Kuijt (rig.)                           | Distin, Beckford                     | 44,795     |
| 216 | 01/10/2011 | Premier League 2011-2012 | Goodison Park   | Everton - Liverpool | 0 - 2       | Suárez, Carroll                                  |                                      | 39,510     |
| 217 | 13/03/2012 | Premier League 2011-2012 | Anfield         | Liverpool - Everton | 3 - 0       | Gerrard x3                                       |                                      | 44,921     |
| 218 | 14/04/2012 | FA Cup 2011-2012         | Wembley         | Liverpool - Everton | 2 - 1       | Suárez, Carroll                                  | Jelavić                              | 87,231     |
| 219 | 28/10/2012 | Premier League 2012-2013 | Goodison Park   | Everton - Liverpool | 2 - 2       | Baines (aut.), Suárez                            | Osman, Naismith                      | 39,613     |
| 220 | 05/05/2013 | Premier League 2012-2013 | Anfield         | Liverpool - Everton | 0 - 0       |                                                  |                                      | 44,991     |
| 221 | 23/11/2013 | Premier League 2013-2014 | Goodison Park   | Everton - Liverpool | 3 - 3       | Coutinho, Suárez, Sturridge                      | Mirallas, Lukaku x2                  | 39,576     |
| 222 | 28/01/2014 | Premier League 2013-2014 | Anfield         | Liverpool - Everton | 4 - 0       | Gerrard, Sturridge x2, Suárez                    |                                      | 44,450     |
| 223 | 27/09/2014 | Premier League 2014-2015 | Anfield         | Liverpool - Everton | 1 - 1       | Gerrard                                          | Jagielka                             | 44,511     |
| 224 | 07/02/2015 | Premier League 2014-2015 | Goodison Park   | Everton - Liverpool | 0 - 0       |                                                  |                                      | 39,621     |
| 225 | 04/10/2015 | Premier League 2015-2016 | Goodison Park   | Everton - Liverpool | 1 - 1       | Ings                                             | Lukaku                               | 39,598     |
| 226 | 20/04/2016 | Premier League 2015-2016 | Anfield         | Liverpool - Everton | 4 - 0       | Origi, Sakho, Sturridge, Coutinho                |                                      | 43,854     |
| 227 | 19/12/2016 | Premier League 2016-2017 | Goodison Park   | Everton - Liverpool | 0 - 1       | Mané                                             |                                      | 39,950     |
| 228 | 01/04/2017 | Premier League 2016-2017 | Anfield         | Liverpool - Everton | 3 - 1       | Mané, Coutinho, Origi                            | Pennington                           | 52,920     |
| 229 | 10/12/2017 | Premier League 2017-2018 | Anfield         | Liverpool - Everton | 1 - 1       | Salah                                            | Rooney (rig.)                        | 53,082     |
| 230 | 05/01/2018 | FA Cup 2017-2018         | Anfield         | Liverpool - Everton | 2 - 1       | Milner (rig.), van Dijk                          | Sigurðsson                           | 52,513     |
| 231 | 07/04/2018 | Premier League 2017-2018 | Goodison Park   | Everton - Liverpool | 0 - 0       |                                                  |                                      | 39,220     |
| 232 | 02/12/2018 | Premier League 2018-2019 | Anfield         | Liverpool - Everton | 1 - 0       | Origi                                            |                                      | 51,756     |
| 233 | 03/03/2019 | Premier League 2018-2019 | Goodison Park   | Everton - Liverpool | 0 - 0       |                                                  |                                      | 39,432     |
| 234 | 04/12/2019 | Premier League 2019-2020 | Anfield         | Liverpool - Everton | 5 - 2       | Origi x2, Shaqiri, Mané, Wijnaldum               | Keane, Richarlison                   | 53,094     |
| 235 | 05/01/2020 | FA Cup 2019-2020         | Anfield         | Liverpool - Everton | 1 - 0       | Jones                                            |                                      | 52,583     |
| 236 | 21/06/2020 | Premier League 2019-2020 | Goodison Park   | Everton - Liverpool | 0 - 0       |                                                  |                                      | 0          |
| 237 | 17/10/2020 | Premier League 2020-2021 | Goodison Park   | Everton - Liverpool | 2 - 2       | Mané, Salah                                      | Keane, Lewin                         | 0          |
| 238 | 20/02/2021 | Premier League 2020-2021 | Anfield         | Liverpool - Everton | 0 - 2       |                                                  | Richarlison, Sigurðsson (rig.)       | 0          |
| 239 | 01/12/2021 | Premier League 2021-2022 | Goodison Park   | Everton - Liverpool | 1 - 4       | Henderson, Salah x2, Jota                        | Gray                                 | 39,641     |
| 240 | 24/04/2022 | Premier League 2021-2022 | Anfield         | Liverpool - Everton | 2 - 0       | Robertson, Origi                                 |                                      | 53,213     |
| 241 | 03/09/2022 | Premier League 2022-2023 | Goodison Park   | Everton - Liverpool | 0 - 0       |                                                  |                                      | 39,240     |
| 242 | 13/02/2022 | Premier League 2022-2023 | Anfield         | Liverpool - Everton | 2 - 0       | Salah, Gakpo                                     |                                      | 53,027     |
| 243 | 21/10/2023 | Premier League 2023-2024 | Anfield         | Liverpool - Everton | 2 - 0       | Salah x2                                         |                                      | 50,201     |
| 244 | 16/03/2024 | Premier League 2023-2024 | Goodison Park   | Everton - Liverpool | 2 - 0       |                                                  | Branthwaite, Calvert-Lewin           | 38,222     |
| 245 | 12/02/2025 | Premier League 2024-2025 | Goodison Park   | Everton - Liverpool | 2 - 2       | Mac Allister, Salah                              | Beto, James Tarkowski                | 39,280     |
| 246 | 02/04/2025 | Premier League 2024-2025 | Anfield         | Liverpool - Everton | 1 - 0       | Diogo Jota                                       |                                      | 60,331     |
| 247 | 20/09/2025 | Premier League 2025-2026 | Anfield         | Liverpool - Everton |             |                                                  |                                      |            |
| 248 | 18/04/2026 | Premier League 2025-2026 | Everton Stadium | Everton - Liverpool |             |                                                  |                                      |            |